# Alcester, Dorset
Alcester är en ort i civil parish Shaftesbury, i kommunen Dorset, i grevskapet Dorset, i England. Alcester var en civil parish 1894–1921 när blev den en del av Shaftesbury. Civil parish hade 291 invånare år 1921.